# Dracula simia
Dracula simia — вид квіткових рослин родини орхідні (Orchidaceae). Ця рідкісна орхідея росте тільки у вологих тропічних лісах Еквадору і Перу на висоті близько 2-х км над рівнем моря. Як і більшість орхідей дракула є епіфітною рослиною, іншими словами росте вона не в ґрунті, а високо на деревах і в ущелинах скель. Великі квіти цього виду сильно схожі на мордочку мавпи, через що в народі вони на пару з Orchis simia відомі як мавпячі орхідеї. Квіти запашні з ароматом стиглого апельсина.